# Quận Mendocino, California
Quận Mendocino là một quận trong tiểu bang California, Hoa Kỳ. Theo Cục điều tra dân số Hoa Kỳ, dân số năm 2010 của quận này là 87.841 người. Quận lỵ là Ukiah.
Quận Mendocino bao gồm Khu vực thống kê đô thị Ukiah, CA. Nó nằm ở phía bắc của khu vực vịnh San Francisco và phía tây của thung lũng trung tâm.
Quận này được ghi nhận cho bờ biển Thái Bình Dương đặc biệt, vị trí của nó dọc theo "Lost Coast" của California, rừng Redwood, sản xuất rượu vang, microbrew, và quan điểm tự do về việc sử dụng cần sa và hỗ trợ cho hợp pháp hóa của nó. Trong năm 2009 người ta ước tính rằng khoảng một phần ba nền kinh tế dựa trên việc trồng cần sa.
Điểm thu hút lịch sử và giải trí đáng chú ý của "Skunk Train" kết nối Fort Bragg với Willits trong Quận Mendocino thông qua một động cơ đầu máy hơi nước, cùng với các phương tiện khác.